# 베이비붐 세대

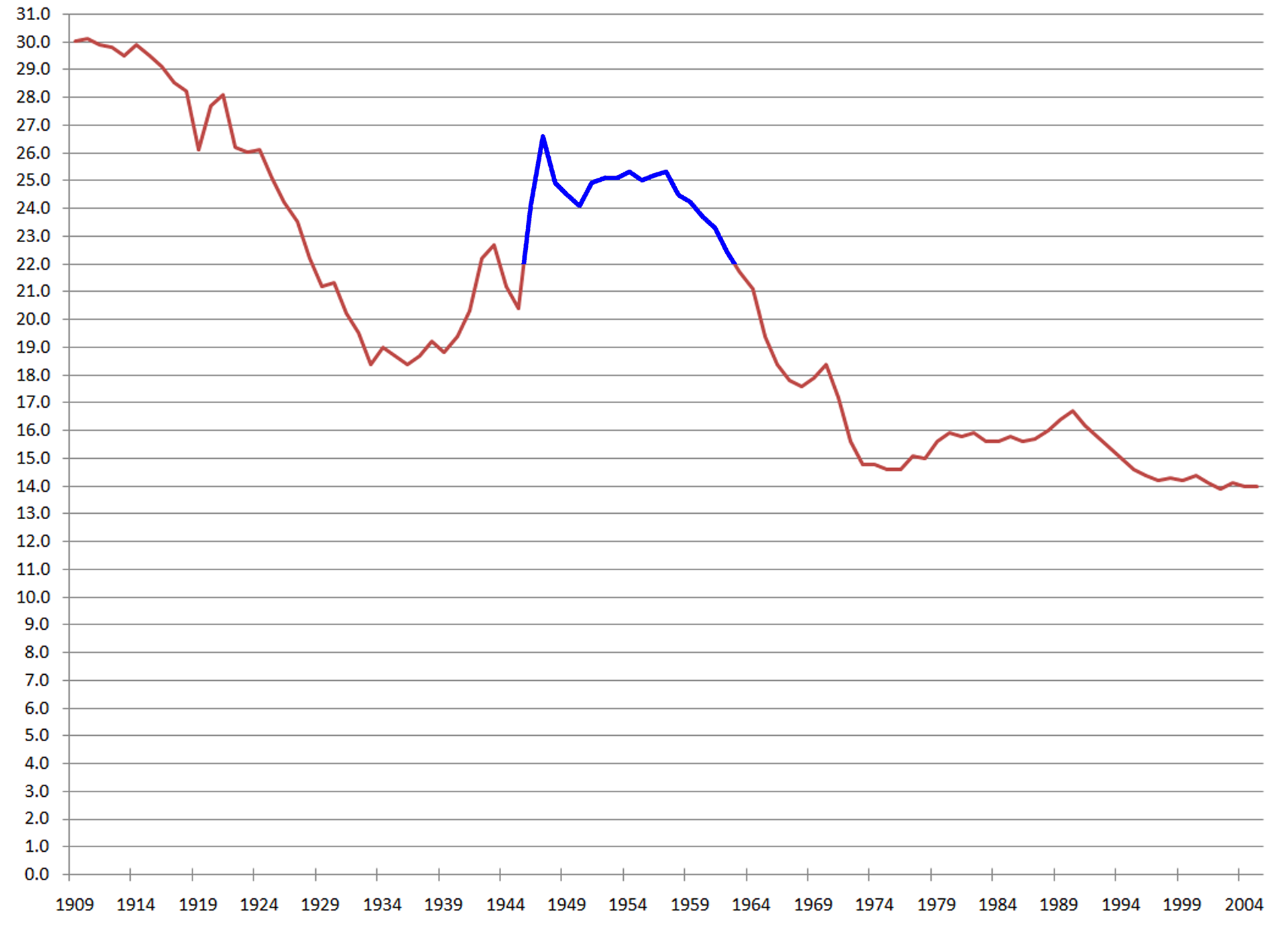
미국의 출산율

베이비붐 세대(영어: Baby Boom Generation)는 침묵 세대 이전에 X세대가 뒤따르는 인구학적 집단이다. 이 세대는 종종 20세기 중반 베이비붐 동안 1946년부터 1964년까지 태어난 사람들로 정의된다. 시기, 인구통계학적 맥락, 문화적 식별자는 국가마다 다를 수 있다. 대부분의 베이비붐 세대는 가장 위대한 세대 또는 침묵 세대의 자녀이며, 밀레니얼 세대의 부모인 경우가 많다.
서방 세계에서는 1950년대와 1960년대 베이비붐 세대의 어린 시절에 냉전 시대의 이데올로기 대결과 전간기의 연속으로 교육 분야에서 상당한 개혁이 이루어졌다. 그 시대는 경제적 번영과 급속한 기술 발전의 시대였다. 1960년대와 1970년대에 상대적으로 많은 수의 젊은이들이 10대와 청년기에 접어들면서 그들과 주변 사람들은 자신들의 집단을 중심으로 매우 구체적인 수사를 만들어냈고, 사회 운동은 1960년대 반문화와 그에 대한 반발과 같이 숫자의 규모에 따라 다르다.
많은 국가에서 이 시기는 전후 청년층의 급증으로 인해 심각한 정치적 불안이 있었던 시기였다. 중국에서는 베이비붐 세대가 문화대혁명을 거치며 성인이 되어 한 자녀 정책을 시행했다. 이러한 사회적 변화와 수사는 붐 세대의 인식에 중요한 영향을 미쳤을 뿐만 아니라, 상대적으로 새로운 현상인 세대 관점에서 세상을 정의하려는 사회의 점점 더 일반적인 경향에 영향을 미쳤다. 이 그룹은 이전 세대보다 일찍 사춘기와 최대 키에 도달했다.
유럽과 북미에서는 많은 부머 세대가 풍요가 증가하고 전후 주택 및 교육에 대한 정부 보조금이 널리 보급되는 시기에 성년이 되었으며, 시간이 지나면 세상이 개선될 것이라고 진심으로 기대하며 성장했다. 더 높은 생활 수준과 교육 수준을 가진 사람들이 종종 더 나은 삶을 요구했다. 21세기 초, 일부 선진국의 베이비붐 세대는 하위 대체 출산율과 인구 고령화로 인해 해당 사회에서 가장 큰 단일 집단이다. 미국에서는 밀레니얼 세대에 이어 두 번째로 인구가 많은 연령층이다.

## 같이 보기
- 세대